# Calomys tocantinsi
Calomys tocantinsi é uma espécie de roedor da família Cricetidae. Endêmica do Brasil, onde pode ser encontrada nos estados do Tocantins, Goiás e Mato Grosso.